# Musée Maurice Ravel

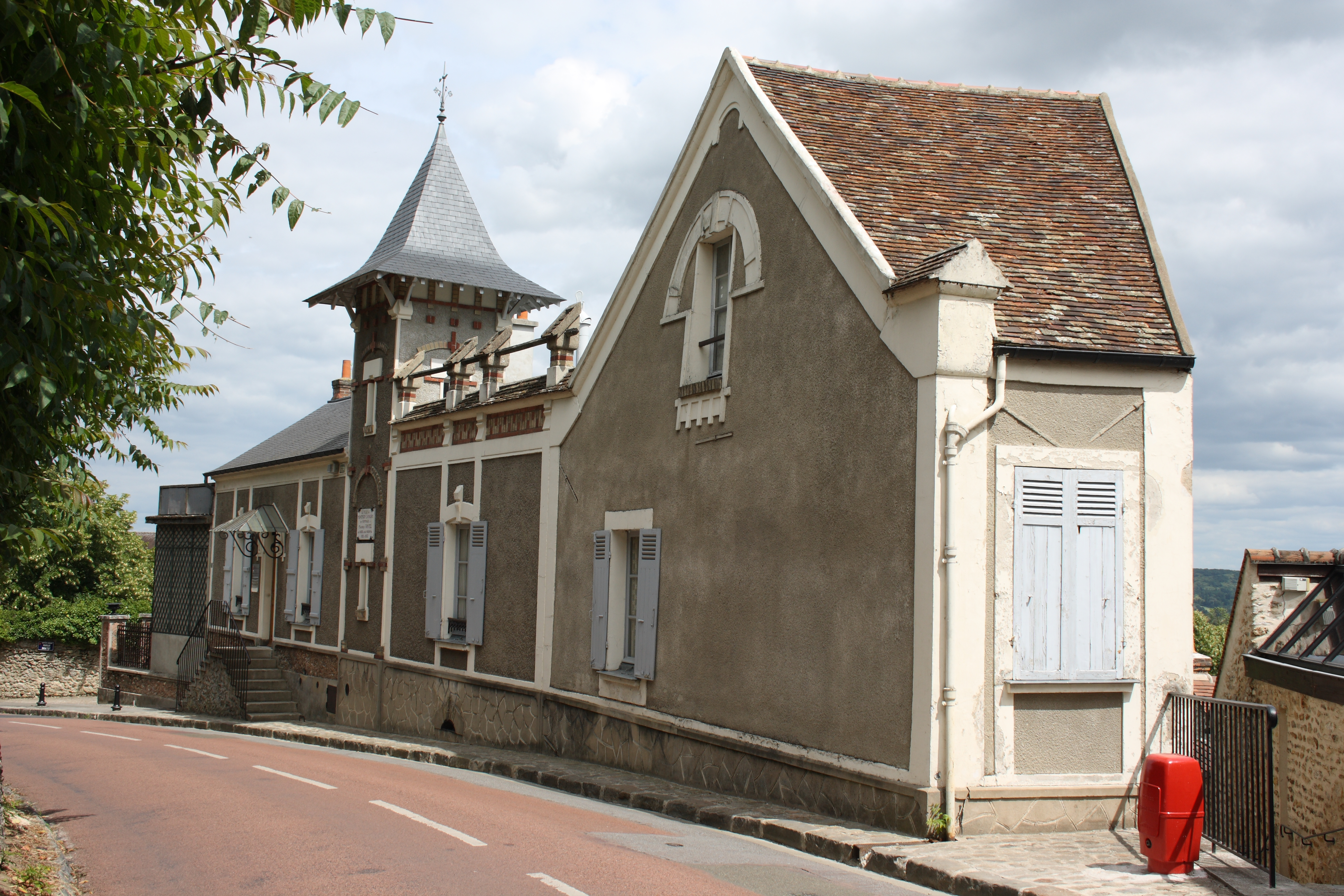
Musée Maurice Ravel in Montfort-l’Amaury

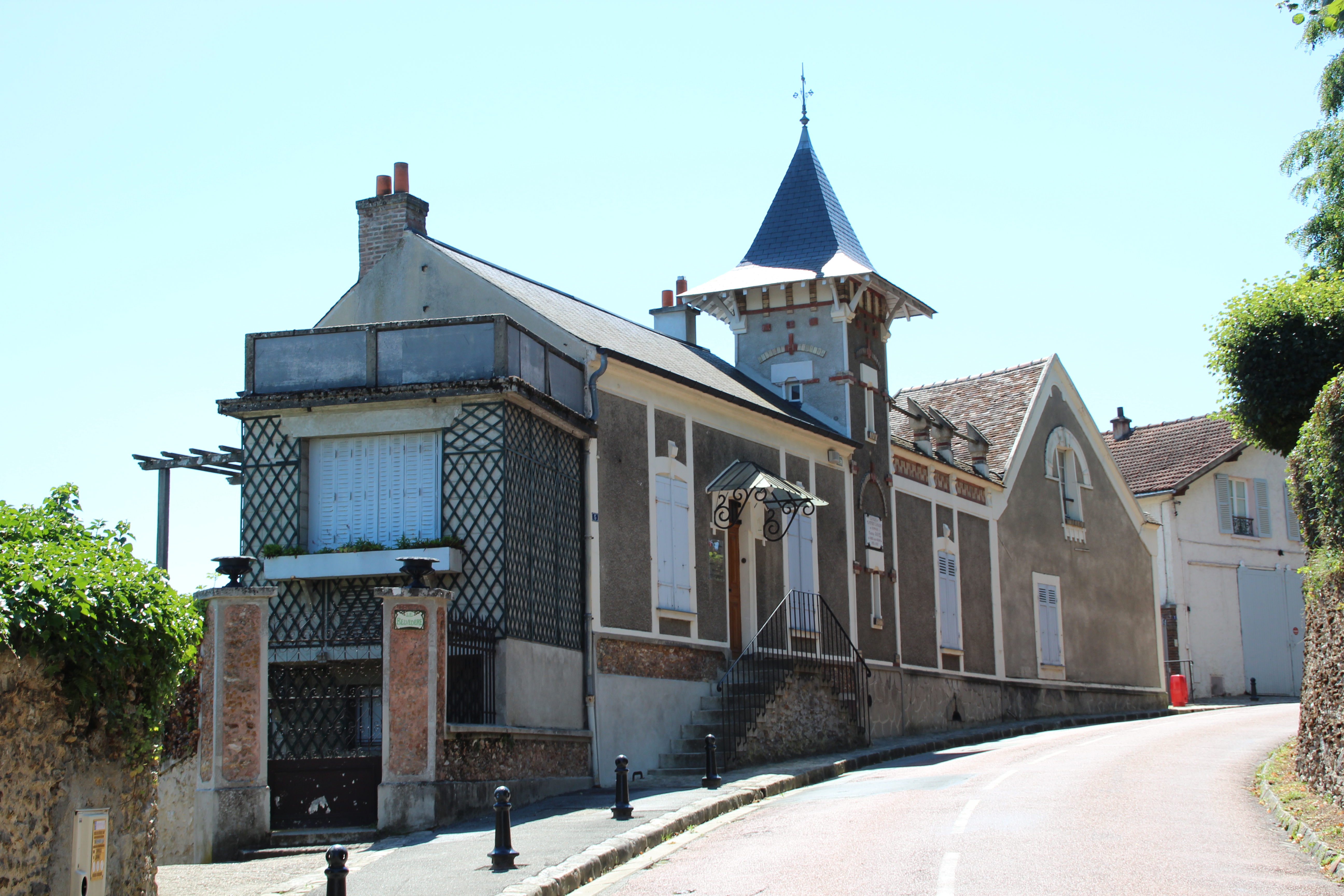
Musée Maurice Ravel (nord-östliche Sicht)

Das Musée Maurice Ravel in Montfort-l’Amaury, einer französischen Gemeinde im Département Yvelines in der Region Île-de-France, befindet sich in der Villa Le Belvédère, in der der Komponist Maurice Ravel von 1921 bis zu seinem Tod im Jahr 1937 lebte.

## VillaLe Belvédère
Das Haus Nr. 5 in der Rue Maurice Ravel, oberhalb der Altstadt von Montfort-l’Amaury, bietet einen weiten Blick über die Stadt und den Wald von Rambouillet. Hier komponierte Maurice Ravel ab 1921 alle seine Werke, z. B. L’enfant et les sortilèges und den Boléro.
Die Villa wurde 1907 nach den Plänen des Pariser Architekten Jacques Morel errichtet. Maurice Ravel ließ sie nach 1921 nach seinen Vorstellungen umbauen und 1926/27 ließ er einen japanischen Garten anlegen. Seit 1994 ist die Villa als Monument historique in die Denkmalliste eingetragen.

## Museum

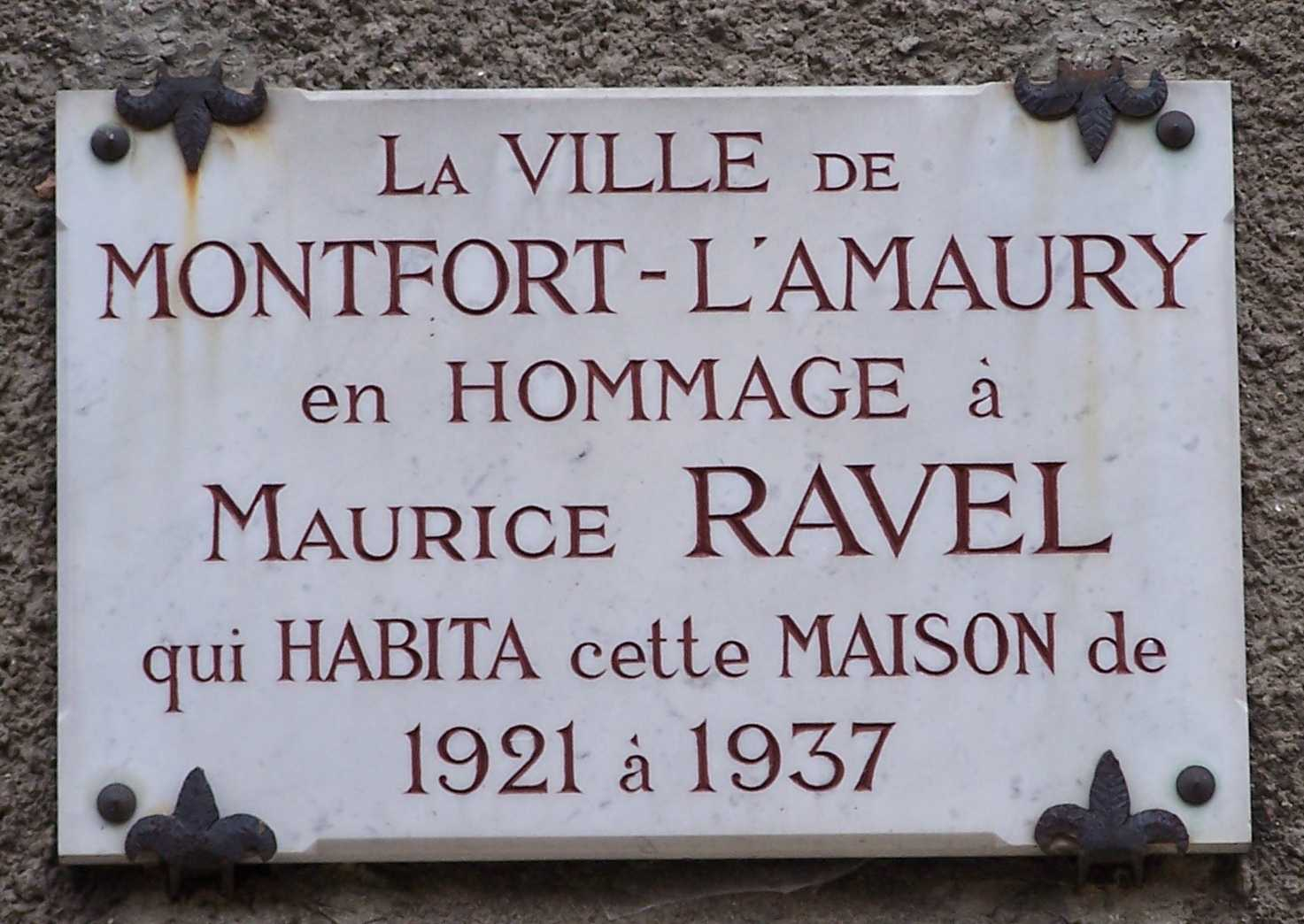
Gedenktafel an der Villa Le Belvédère

Das Haus wurde 1971 der Réunion des musées nationaux gestiftet und danach zu einem Museum umgewandelt. Der Träger des Museums ist heute die Gemeinde Montfort-l’Amaury, die das Gebäude renovierte. Seit der Wiedereröffnung des Museums im Jahr 2004 finden an den Wochenenden geführte Besichtigungen statt. Nach Voranmeldung können auch an anderen Tagen Führungen vereinbart werden.